# Lepidagathis microphylla
Lepidagathis microphylla är en akantusväxtart som beskrevs av Merrill. Lepidagathis microphylla ingår i släktet Lepidagathis och familjen akantusväxter. Inga underarter finns listade i Catalogue of Life.